# クニーズニク・ザモロドチコフ方程式
数学において、クニーズニク・ザモロドチコフ方程式(Knizhnik–Zamolodchikov equations)、あるいは、KZ方程式(KZ equations)は、固定されたレベルでのアフィンリー代数（の表現）に付随する共形場理論の相関函数が満たすべき、付加する一連の制限条件である。これらの方程式は、プライマリ場(primary field)の N-点函数が満たす正則特異点(regular singular point)を持つ複素偏微分方程式系を形成し、リー代数か頂点代数(vertex algebra)のどちらかの定式化を使い導出することができる。共形場理論の種数 0 の部分の構造は、これらの方程式のモノドロミー的な性質の中にコード化されている。特に、プライマリ場のブレイディングやフュージョン（あるいは、それらに付随する表現）は、4-点函数の性質から導出することができる。このため、KZ方程式は単一な行列に値を持つフックス型の一階複素常微分方程式へ帰着される。もともとは、ロシアの物理学者であるワディム・クニーズニク(Vadim Knizhnik)とアレクサンドル・ザモロドチコフ(Alexander Zamolodchikov)が、超幾何微分方程式の接続係数(connection coefficients)に関する古典的なガウスの公式を使い、SU(2)に対する理論を導いた。

## 定義
{\displaystyle {\hat {\mathfrak {g}}}_{k}} で、レベル k と双対コクセター数(Coxeter number) h を持つアフィンリー代数を表す。v で {\displaystyle {\hat {\mathfrak {g}}}_{k}} のゼロモード表現からのベクトルを表し、{\displaystyle \Phi (v,z)} でそれに付帯するプライマリ場を表すとする。{\displaystyle t^{a}} でもととなるリー代数 {\displaystyle {\mathfrak {g}}} の基底、{\displaystyle t_{i}^{a}} でプライマリ場 {\displaystyle \Phi (v_{i},z)} 上でのそれらの表現、η でキリング形式を表す。すると、{\displaystyle i,j=1,2,\ldots ,N} に対して、クニーズニク・ザモロドチコフ方程式は、
{\displaystyle \left((k+h)\partial _{z_{i}}+\sum _{j\neq i}{\frac {\sum _{a,b}\eta _{ab}t_{i}^{a}\otimes t_{j}^{b}}{z_{i}-z_{j}}}\right)\left\langle \Phi (v_{N},z_{N})\dots \Phi (v_{1},z_{1})\right\rangle =0.}
と定義される。

## 導出
クニーズニク・ザモロドチコフ方程式は、{\displaystyle {\hat {\mathfrak {g}}}_{k}} 加群の中のヌルベクトルの存在から導かれる。このことは、ミニマルモデル(minimal models)の場合と全く同様である。ミニマルモデルでは、ヌルベクトルの存在は、相関函数上に付加された制限条件の結果として得られる。
{\displaystyle {\hat {\mathfrak {g}}}_{k}} 加群のヌルベクトルは、
{\displaystyle \left(L_{-1}-{\frac {1}{2(k+h)}}\sum _{k\in \mathbf {Z} }\sum _{a,b}\eta _{ab}J_{-k}^{a}J_{k-1}^{b}\right)v=0,}
の形をしている。ここに v は最高ウェイトベクトルで、{\displaystyle J_{k}^{a}} はアフィン生成子 {\displaystyle t^{a}} に付随する保存カレントである。v は最高ウェイトであるので、その上の最高 {\displaystyle J_{k}^{a}} 作用は消滅し、{\displaystyle J_{-1}^{a}J_{0}^{b}} だけが残る。従って、作用素状態の対応は、上で与えたクニーズニク・ザモロドチコフ方程式を導く。

## 数学的定式化
Tsuchiya & Kanie (1988)で扱われて以来、クニーズニク・ザモロドチコフ方程式は Borcherds (1986) や Frenkel, Lepowsky & Meurman (1988)により、頂点代数(vertex algebra)の言葉を使い、数学的に定式化されてきた。このアプローチは、Goddard (1988) により理論物理学者の間に広められ、Kac (1996)により数学者の間に広められた。
固定されたレベルでのアフィンカッツ・ムーディ代数の真空表現 H0 は、頂点代数の中にコード化される。微分 d は、H0 上にエネルギー作用素 L0 として作用し、L0 の非負な整数個の固有空間の直和として書くことができ、ゼロエネルギー空間は真空ベクトル Ω により生成される。L0 の固有ベクトルの固有値は、エネルギーと呼ばれる。L の中のすべての状態 a に対し、頂点作用素 V(a,z) が存在し、
{\displaystyle V(a,0)\Omega =a.}
として、a を真空ベクトル Ω から生成する。エネルギーが 1 である頂点作用素は、アフィン代数
{\displaystyle X(z)=\sum X(n)z^{-n-1}}
の生成子に対応する。ここに X は元となる有限次元の単純複素リー代数 {\displaystyle {\mathfrak {g}}} の元を渡る。
エネルギー 2 の固有ベクトル L−2Ω が存在し、セーガル・菅原構成(Segal–Sugawara construction)
{\displaystyle T(z)=\sum L_{n}z^{-n-2}.}
により、カッツ・ムーディ代数を持つヴィラソロ代数の生成子 Ln を与える。
a がエネルギー α であれば、対応する頂点作用素は、
{\displaystyle V(a,z)=\sum V(a,n)z^{-n-\alpha }}
という形となる。
頂点作用素は、
{\displaystyle {\begin{aligned}{\frac {d}{dz}}V(a,z)&=\left[L_{-1},V(a,z)\right]=V\left(L_{-1}a,z\right)\\\left[L_{0},V(a,z)\right]&=\left(z^{-1}{\frac {d}{dz}}+\alpha \right)V(a,z)\end{aligned}}}
と、局所性、結合性関係式
{\displaystyle V(a,z)V(b,w)=V(b,w)V(a,z)=V(V(a,z-w)b,w).}
を満す。
二つのこれらの関係式は、解析接続として理解することができる。三つの表現を満す有限なエネルギーのベクトルとの内積は、領域 |z| < |w|, |z| > |w|, |z – w| < |w| の中で、z±1, w±1, (z − w)−1 の同一の多項式を定義する。カッツ・ムーディ代数とヴィラソロ代数のすべての構造関係式より、セーガル・菅原構成であるこれらの関係式を再現することができる。
同じレベルでの他のすべての整数表現 Hi は、頂点代数の加群となる。この意味は、各々の a に対して、頂点作用素 Vi(a, z) が Hi 上に存在し、
{\displaystyle V_{i}(a,z)V_{i}(b,w)=V_{i}(b,w)V_{i}(a,z)=V_{i}(V(a,z-w)b,w)}
となることである。
与えられたレベルの中で最も一般的な頂点代数は、表現 Hi と Hj の間の相互作用素(intertwining operator) Φ(v, z) である。ここに v は Hk の中にある。これらの作用素は、
{\displaystyle \Phi (v,z)=\sum \Phi (v,n)z^{-n-\delta }}
とも書くこともできるが、δ は今のところ有理数であることも可能である。繰り返すが、これらの相互作用素は、
{\displaystyle V_{j}(a,z)\Phi (v,w)=\Phi (v,w)V_{i}(a,w)=\Phi \left(V_{k}(a,z-w)v,w\right)}
という性質と上記同様の L0 と L−1 との関係により特徴付けられる。
v が Hk 上の L0 の中の最低エネルギー部分空間にあるとき、{\displaystyle {\mathfrak {g}}} の既約表現である作用素 Φ(v, w) をチャージ k のプライマリ場(primary field)と呼ぶ。
H0 に始点と終点を持つ一連の n 個のプライマリ場が与えられると、それらの相関函数、あるいは、n-点函数は、
{\displaystyle \left\langle \Phi (v_{1},z_{1})\Phi (v_{2},z_{2})\cdots \Phi (v_{n},z_{n})\right\rangle =\left(\Phi \left(v_{1},z_{1}\right)\Phi \left(v_{2},z_{2}\right)\cdots \Phi \left(v_{n},z_{n}\right)\Omega ,\Omega \right)}
により定義される。
{\displaystyle {\mathfrak {g}}} の対応する既約表現によるラベル付けが明確な場合には、物理の文献において、vi が省略されたり、プライマリ場が Φi(zi) と書かれたりすることもある。

### 頂点代数からの導出方法
(Xs) をキリング形式の {\displaystyle {\mathfrak {g}}} の直交基底とし、相関函数
{\displaystyle \sum _{s}\left\langle X_{s}(w)X_{s}(z)\Phi (v_{1},z_{1})\cdots \Phi (v_{n},z_{n})\right\rangle (w-z)^{-1}}
を最初の変数 w で z の周りの小さな円を回る積分と解釈することにより、クニーズニク・ザモロドチコフ方程式を得ることができる。コーシーの定理により、次のように zj を中心とする n 個の小さな円の上の積分の和として表すことができる。
{\displaystyle {1 \over 2}(k+h)\left\langle T(z)\Phi (v_{1},z_{1})\cdots \Phi (v_{n},z_{n})\right\rangle =-\sum _{j,s}\left\langle X_{s}(z)\Phi (v_{1},z_{1})\cdots \Phi (X_{s}v_{j},z_{j})\Phi (X_{n},z_{n})\right\rangle (z-z_{j})^{-1}.}
zi を中心とする小さな円について変数 z で両辺を積分すると、i-番目のクニーズニク・ザモロドチコフ方程式が得られる。

### リー代数からの導出方法
頂点代数を明確に使うことなしに、クニーズニク・ザモロドチコフ方程式を導くこともできる。r = 0, ±1 として、相関函数の中の項 Φ(vi, zi) を Lr を持つ交換子と置き換えることができる。この結果は、zi についての項として表すことができる。他方、Lr もセーガル・菅原公式により与えられる。
{\displaystyle {\begin{aligned}L_{0}&=(k+h)^{-1}\sum _{s}\left[{\frac {1}{2}}X_{s}(0)^{2}+\sum _{m>0}X_{s}(-m)X_{s}(m)\right]\\L_{\pm 1}&=(k+h)^{-1}\sum _{s}\sum _{m\geq 0}X_{s}(-m\pm 1)X_{s}(m)\end{aligned}}}
これらの Lr の公式を代入すると、結果として、交換公式
{\displaystyle [X(m),\Phi (a,n)]=\Phi (Xa,m+n).}
を使い、表現を簡素化することができる。

### もともとの導出方法
Tsuchiya & Kanie (1988)により再現された Knizhnik & Zamolodchikov (1984) のもともとの証明は、上の二つを結合した方法を使っている。まず注意することは、{\displaystyle {\mathfrak {g}}} の元 X に対し、
{\displaystyle \left\langle X(z)\Phi (v_{1},z_{1})\cdots \Phi (v_{n},z_{n})\right\rangle =\sum _{j}\left\langle \Phi (v_{1},z_{1})\cdots \Phi (Xv_{j},z_{j})\cdots \Phi (v_{n},z_{n})\right\rangle (z-z_{j})^{-1}}
となることである。従って、
{\displaystyle \sum _{s}\langle X_{s}(z)\Phi (z_{1},v_{1})\cdots \Phi (X_{s}v_{i},z_{i})\cdots \Phi (v_{n},z_{n})\rangle =\sum _{j}\sum _{s}\langle \cdots \Phi (X_{s}v_{j},z_{j})\cdots \Phi (X_{s}v_{i},z_{i})\cdots \rangle (z-z_{j})^{-1}}
を得る。一方、
{\displaystyle \sum _{s}X_{s}(z)\Phi \left(X_{s}v_{i},z_{i}\right)=(z-z_{i})^{-1}\Phi \left(\sum _{s}X_{s}^{2}v_{i},z_{i}\right)+(k+g){\partial  \over \partial z_{i}}\Phi (v_{i},z_{i})+O(z-z_{i})}
であるので、
{\displaystyle (k+g){\frac {\partial }{\partial z_{i}}}\Phi (v_{i},z_{i})=\lim _{z\to z_{i}}\left[\sum _{s}X_{s}(z)\Phi \left(X_{s}v_{i},z_{i}\right)-(z-z_{i})^{-1}\Phi \left(\sum _{s}X_{s}^{2}v_{i},z_{i}\right)\right]}
となる。
結果は、前の等式のこの極限を使うことにより得られる。

## KZ方程式のモノドロミー表現
共形場理論において、上の定義に従うと、プライマリ場の n-点相関函数はKZ方程式を満す。特に、{\displaystyle {\mathfrak {sl}}_{2}} と非負である整数 k に対し、スピン j 表現(spin j representation) ( j = 0, 1/2, 1, 3/2,.., k/2) に対応する、k + 1 個のプライマリ場 {\displaystyle \Phi _{j}(z_{j})} が存在する。表現 {\displaystyle (\rho ,V_{i})} に対するプライマリ場 {\displaystyle \Phi _{j}(z_{j})} の相関函数 {\displaystyle \Psi (z_{1},\dots ,z_{n})} は、テンソル積 {\displaystyle V_{1}\otimes \cdots \otimes V_{n}} に値をとり、KZ方程式は、
{\displaystyle (k+2){\frac {\partial }{\partial z_{i}}}\Psi =\sum _{i,j\neq i}{\frac {\Omega _{ij}}{z_{i}-z_{j}}}\Psi }
である。ここに上記の導出に従い {\displaystyle \Omega _{ij}=\sum _{a}\rho _{i}(J^{a})\otimes \rho (J_{a})} である。
この n-点相関函数は、多価の正則函数として、{\displaystyle z_{i}\neq z_{j},i\neq j} である領域 {\displaystyle X_{n}\subset \mathbb {C} ^{n}} へ解析接続することができる。この解析接続により、KZ方程式のホロノミー(holonomy)を、エミール・アルティン(Emil Artin)が導入したブレイド群 {\displaystyle B_{n}} により記述することができるKohno (2002)。一般に、半単純な複素リー群 {\displaystyle {\mathfrak {g}}} とその表現 {\displaystyle (\rho ,V_{i})} は、KZ方程式のホロノミーとして、ブレイド群の線型表現
{\displaystyle \theta :B_{n}\rightarrow V_{1}\otimes \cdots \otimes V_{n}}
を与える。一方、KZ方程式は、ホロノミーとしてブレイド群の線型表現を与える。
KZ方程式の解析接続による {\displaystyle V_{1}\otimes \dots \otimes V_{n}} 上の作用を、KZ方程式のモノドロミー表現(monodromy representation of KZ equation)と呼ぶ。特に、すべての {\displaystyle V_{i}} がスピン 1/2 表現を持つ場合は、KZ方程式から得られる線型表現は、ジョーンズ(Vaughan Jones)が作用素代数論から構成した表現と一致する。一般の半単純なリー代数を持つKZ方程式のモノドロミー表現は、対応する量子群(quantum group)のR-行列(R-matrix)により与えられるブレイド群の線型表現と一致することも示されている。

## 応用
- アフィンリー代数と量子群(quantum group)の表現論
- ブレイド群
- 超平面の補空間（英語版）(hyperplane complements)のトポロジー
- 結び目理論と3次元多様体（英語版）(3-fold)